# Allium chychkanense
Allium chychkanense är en amaryllisväxtart som beskrevs av Reinhard M. Fritsch. Allium chychkanense ingår i släktet lökar, och familjen amaryllisväxter. Inga underarter finns listade i Catalogue of Life.